# Иван Неделков
Иван Неделков (на гръцки: Ιωάννης Νεδέλκος, Йоанис Неделкос) е македонски гъркоманин от Воден, лекар и деец на гръцката въоръжена пропаганда в Македония.

## Биография
Роден е в македонския град Воден в 1867 година. Завършва медицина в Атинския университет в 1893 година и след това специализира в Париж и Виена. Мести се в Солун със семейството си в 1898 година и работи като лекар в болниците Теагенио и в Инфециозната болница. Неделков подкрепя гъркоманската партия във Воден и взима активно участие в гръцката въоръжена пропаганда в Македония. Основател е на Медицинската асоциация в Солун в 1914 година.
Синът му Константинос Неделкос също е виден лекар.